# Новая астрономия (книга)

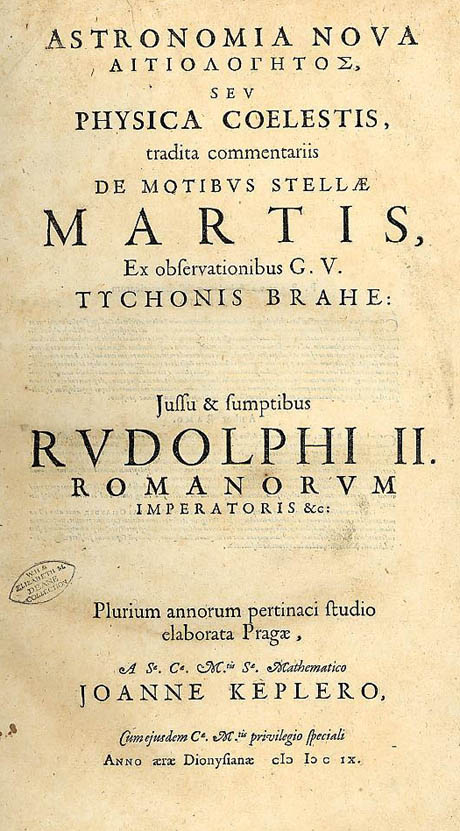
Титульный лист первого издания «Новой астрономии» (1609)

Новая астрономия (лат. Astronomia Nova ΑΙΤΙΟΛΟΓΗΤΟΣ seu physica coelestis, tradita commentariis de motibus stellae Martis ex observationibus G.V. Tychonis Brahe — Новая астрономия, причинно обоснованная, или небесная физика, изложенная в комментариях на движение планеты Марс по наблюдениям благороднейшего мужа Тихо Браге) — книга астронома Иоганна Кеплера, изданная в 1609 году, одна из величайших книг в истории астрономии. Книга является итогом 10-летних трудов И.Кеплера, содержит первую публикацию кеплеровских законов движения планет.

## История создания
Книга «Новая астрономия» создана Кеплером в самый плодотворный, пражский период жизни и деятельности учёного (1600—1610) и существенно корректирует модель мира, описанную в его первом труде «Mysterium Cosmographicum» 1596 года. После выхода в свет Mysterium Cosmographicum Кеплер разослал её многим известным астрономам Европы для ознакомления, в том числе датскому астроному Тихо Браге. Тихо Браге счёл подход Кеплера в достаточно интересным, но требующим верификации, которая может быть осуществлена только на основе наблюдений Браге, выполненных за последние 30 лет. Кеплер обратился к Т. Браге в начале 1600 года с просьбой предоставить ему эти данные наблюдений, но Браге предоставил ему только данные наблюдений Марса.
После смерти Тихо Браге в 1601 году Кеплер стал его преемником, хотя при этом ему пришлось вести многолетнюю тяжбу с наследниками Тихо Браге, которые пытались отобрать у него, среди прочего имущества, также и результаты астрономических наблюдений покойного. Точность наблюдений Тихо Браге была гораздо выше, чем у всех его предшественников, благодаря чему Кеплер получил богатейший материал для анализа. После ряда лет анализа Кеплер пришёл к выводу о неправомерности гео-гелиоцентрической системы мира, которую разделял Т.Браге и которая являлась своеобразным компромиссом между геоцентрической системой Птолемея и гелиоцентрической системой Коперника. Эта теория имела большую известность и в течение нескольких десятилетий являлась основным конкурентом системы мира Коперника.
После тщательного анализа наблюдений орбиты Марса Кеплер пришёл к выводу, что она представляет собой не круг, а эллипс, в одном из фокусов которого находится Солнце — положение, известное сегодня как первый закон Кеплера. Таким образом, Кеплер вынужден был отказаться от одной из идей Mysterium Cosmographicum, согласно которой орбиты планет имеют правильную сферическую форму.
Дальнейший анализ привёл к открытию второго закона: радиус-вектор, соединяющий планету и Солнце, за равное время описывает равные площади. Это означало, что чем дальше планета от Солнца, тем медленнее она движется. В книге «Новая астрономия», Кеплер, осторожности ради, относил действие этих законов только к Марсу.

## Структура и содержание

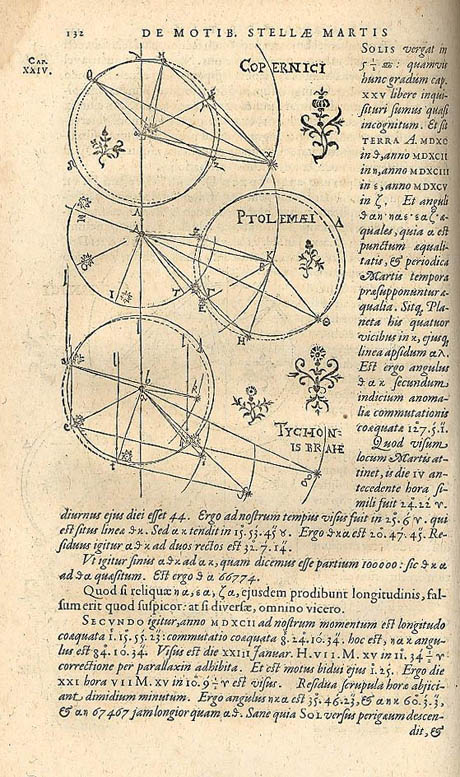
Иллюстрация из книги, содержащая три схемы движения планет, согласно трём системам мира

Первое издание книги, напечатанное в Гейдельберге в 1609 году, содержит 337 страниц, разделённых на 70 глав.
Введение описывает четыре шага, сделанных Кеплером в его исследовании планетных орбит. Первый шаг — его утверждение, что само Солнце, а не какая-либо воображаемая точка вблизи Солнца (как в системе Коперника) является точкой, где расположены центры орбит планет. Второй шаг — утверждение, что Солнце является движущей силой для планет. Этот шаг также содержит возражения Кеплера против аргументов о размещении Солнца в центре Вселенной, в том числе основанных на Священном Писании. Кеплер утверждает, что не следует толковать Писание буквально, а интерпретировать его в духовном плане. Третий шаг — утверждение Кеплера, что Солнце является источником движения всех планет, основанное на наблюдениях Т.Браге за движением комет, и планеты не вращаются по круговым орбитам. Четвёртый шаг заключается в описании орбит планет не как кругов, а как эллипсов.
Кеплер показывает, что тихонианская, птолемеева, и коперниковская системы неразличимы на основании одних только наблюдений. Все три модели предсказывают одни и те же положения планет в ближайшей перспективе, но не способны предсказывать будущие положения планет в более отдалённые периоды. Кеплер здесь вводит свою знаменитую диаграмму движения Марса по отношению к Земле, если бы Земля оставалась неподвижно в центре своей орбиты. Диаграмма показывает, что орбита Марса в этом случае никогда не пройдёт по одному и тому же пути.
Кеплер обсуждает свою огромную работу на протяжении всей книги. В частности, в 16-й главе он пишет, обращаясь к читателю:

Если тебе скучно читать об этом изнурительном методе расчетов, пожалей меня, поскольку я был должен повторить его по крайней мере семьдесят раз, потратив огромное количество времени.— 
.
Кеплер ставит под сомнение предположение, что планеты движутся вокруг центра их орбиты с одинаковой скоростью. Идея, что планеты движутся со скоростями, которые изменяются в зависимости от расстояния планеты от Солнца, была революционной, и легла в основу второго закона Кеплера (который он вывел ранее первого). В своих расчетах, которые привели Кеплера к выводу второго закона, он сделал некоторые ошибки, которые «чудесным образом» скомпенсировали друг друга.
В главе 33 Кеплер утверждает, что Солнце является своего рода «двигателем», который перемещает планеты. По мнению Кеплера, Солнце излучает некий вид физической эманации, аналогичный свету, который «толкает» планеты. Кеплер также предполагает наличие у каждой планеты некоей второй силы, которая тянет её в сторону солнца, и, соответственно, предохраняет планету от удаления в пространство.
Наконец, Кеплер пытается найти истинный вид траекторий планет, и определяет его как эллипс. Кеплер сначала рассчитал орбиту Марса как круговую, что дало ошибку всего на 8 минут по сравнению с данными наблюдений, и следующие 6 лет он потратил на определение истинной траектории. Данные наблюдений давали форму овоида, расположенного внутри первоначально рассчитанной окружности. Кеплер перебрал несколько возможных вариантов орбит, включая форму яйца и орбиту с периодическим изменением диаметра, и, наконец, в начале 1605 года пришёл к форме эллипса; до этого учёный считал маловероятным, что древние астрономы не догадались проверить такую простую кривую. По иронии судьбы, несколькими месяцами ранее он уже вывел это решение аналитически в тригонометрической форме:

Я отложил [исходное уравнение] и вернулся к эллипсу, полагая, что это другая гипотеза, но на самом деле, как я докажу в следующей главе, это одно и то же… Ах, каким глупым птенцом я был!— 

## Законы Кеплера
«Новая астрономия» содержит описание первых двух из трех принципов, известных сегодня как законы движения планет:
1. Планеты движутся по эллиптическим орбитам, в одном из фокусов которой находится Солнце.
2. Каждая планета движется в плоскости, проходящей через центр Солнца, причём за равные промежутки времени радиус-вектор, соединяющий Солнце и планету, описывает равные площади.

Кеплер открыл свой второй закон раньше первого. Описание второго закона представлено в книге в двух различных формах. Так, в главе 32 Кеплер утверждает, что скорость планеты меняется в зависимости от расстояния планеты от Солнца, и поэтому он мог измерить изменения в положении планеты путём сложения всех расстояний, или оценив площадь дуги орбиты. Это так называемый «закон расстояния». В главе 59 Кеплер заявляет, что радиус-вектор, соединяющий Солнце и планету, описывает равные площади за равные промежутки времени, так называемый «закон площадей».
Тем не менее, «закон площадей» Кеплера не облегчил расчёт положения планет. Кеплер мог разделить орбиту на произвольное число частей, вычислить положение планеты для каждого из них, а затем свести в единую таблицу, но он не мог определить положение планеты на каждый момент, потому что скорость планеты всегда меняется. Этот парадокс, получивший название «задача Кеплера», повлёк дальнейшее развитие математического анализа.
Свой третий закон Кеплер открыл лишь через десять лет после публикации «Новой астрономии» и опубликовал в труде 1619 года Harmonices Mundi («Гармония мира»).